# Srebro iz modre špilje
Srebro iz modre špilje je leta 2003 izdan mladinski roman Slavka Pregla, nagrajen z večernico.

## Vsebina
Osrednja zgodba romana je preživljanje tritedenskih počitnic štirih mladostnikov (Andreja, Zarje, Gala in Klemna), ki poleg pustolovskega vznemirjenja, premorejo tudi zaljubljene poglede, preziranje starševskih zahtev, kanček sočutja in obilico humorno-ciničnih opazk. Vse skupaj se dogaja na otoku, ki izgleda »kot nepočesana in neurejena kamnita potica, ki jo je neki nespreten otrok pomotoma položil na sredo luže«, in za katerega se izve, da prenosni telefoni tudi pri "najboljši volji ne lovijo signala". Vrh vseh pustolovščin je ugotovitev, da so tako želeni zaklad vendarle našli. Gre namreč za dognanje, da srebrne kapljice, ki so opazne ob plosku roke po morski gladini, poosebljajo spletene ljubezenske oz. prijateljske vezi in predstavljajo srečo, ki jo bodo v obliki spomina mladi pustolovci, venomer nosili s seboj. To je torej srebro iz modre špilje. 

## Literarne osebe

### Andrej
Je osrednji junak, ki ga sprva dopustovanje s starši ne navdušuje.  Bil je mnenja, da »ves svet divja po raznih zanimivih počitnicah,« on pa »brezupno gnije«, saj je precenil, da dnevi na otoku »ne skoparijo z dolgočasjem«. Svoje mnenje delno ovrže, ko se spoprijatelji s Klemnom in Galom, popolnoma drugače misleč pa postane, ko spozna in se zaljubi v Zarjo. Je tudi tisti, morda edini, ki po poslavljanju, ob doživljanju prijetnih občutij, na v vodo namočeni dlani, začuti odsev srebra. S tem se zave, da se mu je druščina, ki jo je spoznal na otoku, »zbasala v predvidoma dobro skrito srce«. 

### Zarja
Je pogumno dekle z ostrim jezikom. Zaradi svoje neustrašnosti sledi fantovskim predlogom, ki se vežejo na iskanje zakladov in potepanja. Andreja prvič sicer nagovori z besedami: »Jaz nisem tista , ki jo čakaš. Jaz sem iz drugega filma.« Vendar se zgodi ravno obratno, saj si postaneta všeč. 

### Gal in Klemen
Sta brata, »eden je specialist za jezikanje in eden za praznjenje hladilnika«. Tudi onadva sta prišla skupaj s starši, čeprav je predvsem za Gala veljalo, da je »vedno povsod, razen tam, kjer ga je iskala mama.«

### Šime
Je občasni prebivalec otoka, ki ima družino na celini. Včasih »sonči svoje ruševine v ustih« in vsake toliko »pljuni v dlani in pogladil mesto kjer so morda kdaj bili lasje«. Ribič, ki je želen prenašanja izkušenj na mlajši rod, ima osrednjo vlogo ob koncu, ko jih nauči opazovati naravo. Odpelje jih do modre špilje, kjer s ploskom dlani po morski gladini, opazijo srebrne kapljice in prepoznajo njihov simbolni pomen.

### Otoški posebneži
- FORTUNA, »možak z neukrotljivim trebuhom«, je lastnik ribje pekarije. Ima ženo Ano.
- ANA je »nekaj zelo okroglega in zelo razlezenega«.
- Otok zaznamujeta tudi ILJA, ki je žrtev travm zaradi izgube očeta, in
- ALEKSIJE, ki pešači s svojim oslom in ima nalogo obveščanja policije s pomočjo svoje zaprašene radijske postaje.
- Med omenjenimi trenutke preživlja tudi oficir BEPO, ki dopustuje skupaj s svojima dvojčkoma. Mati njunih dojenčkov namreč ni šla počitnikovati na otok, kjer ni trgovin, zdravnika, skratka razmer za »splošen razcvet« njunih dveh otročičkov.

## Elementi humornosti
Roman je zasnovan na značajski, situacijski in besedni komiki. 
Nekaj primerov:
"Čas se je vlekel, kot da ne bi imel drugega dela."/"… od njegovih besed je še največ odnesel veter."/"Misel na večerjo je krepila duha."/"Počutila sta se slabše od najslabših mogočih počutij. To je bilo v bistvu dobro. Naprej je šlo lahko le na bolje."/"Malo je stvari, ki jih naglica dobro reši."/"Sreča je na strani srečnežev."/"... biti posebej užaljen ni imelo posebnega smisla."/"... praviloma ni varčeval z maščevalnostjo"/"... počeli so karkoli ali pa kaj drugega"/"... izdelek lastne prebave."/"Ustopila je ženska ki bi lahko bila pobegla mumija iz kleti."/"... na vse skupaj je položil dve plasti tišine."